# Ананьевский сельсовет (Алтайский край)
Ананьевский сельсовет — сельское поселение в Кулундинском районе Алтайского края Российской Федерации.
Административный центр — село Ананьевка.

## История
Статус и границы сельского поселения установлены Законом Алтайского края от 2 декабря 2003 года № 64-ЗС «Об установлении границ муниципальных образований и наделении их статусом сельского, городского поселения, городского округа, муниципального района».

## Население
| 1997  | 1998  | 1999  | 2000  | 2001  | 2002  | 2003  | 2004  | 2005  | 2006  |
| ----- | ----- | ----- | ----- | ----- | ----- | ----- | ----- | ----- | ----- |
| 1039  | ↘1019 | ↘1004 | ↗1039 | ↘1015 | ↗1022 | ↗1049 | ↘1002 | ↗1003 | ↗1008 |
| 2007  | 2008  | 2009  | 2010  | 2011  | 2012  | 2013  | 2014  | 2015  | 2016  |
| ↗1023 | ↘1020 | ↘841  | ↗842  | →842  | ↘828  | ↘812  | ↘773  | ↘755  | ↘739  |
| 2017  | 2018  | 2019  | 2020  | 2021  |       |       |       |       |       |
| ↗753  | ↘712  | ↘707  | ↘685  | ↘645  |       |       |       |       |       |

Гендерный состав
По результатам Всероссийской переписи населения 2010 года, численность населения муниципального образования составила 842 человека, в том числе 411 мужчин и 431 женщина.

## Состав сельского поселения
| № | Населённый пункт | Тип населённого пункта       | Население |
| - | ---------------- | ---------------------------- | --------- |
| 1 | Ананьевка        | село, административный центр | ↘633      |
| 2 | Екатериновка     | село                         | ↘179      |